# سوبرمان ولويس
سوبرمان ولويس (بالإنجليزية: Superman & Lois)‏ هو مسلسل تلفزيوني أمريكي طورته كارولين دريس. تم بثه على ذا سي دبليو منذ 23 فبراير 2021.

## روابط خارجية
- سوبرمان ولويس على موقع IMDb (الإنجليزية)
- سوبرمان ولويس على موقع ميتاكريتيك (الإنجليزية)
- سوبرمان ولويس على موقع روتن توميتوز (الإنجليزية)
- سوبرمان ولويس على موقع فيلمافينيتي (الإسبانية)
- سوبرمان ولويس على موقع كينوبويسك (الروسية)
- سوبرمان ولويس على موقع ألو سيني (الفرنسية)
- سوبرمان ولويس على موقع قاعدة بيانات الفيلم (الإنجليزية)